# 内蔵山
内蔵山（ネジャンさん、내장산, 內藏山）は、大韓民国南西部の全北特別自治道井邑市と淳昌郡の境界にある山である。小白山脈の秋風嶺付近から分かれ、忠清北道・全北特別自治道・全羅南道を経て南西に伸び、務安半島に至る盧嶺山脈に位置している。白亜紀末の火山岩類が形成する山体で、主に安山岩からなり節理が現れ、断崖絶壁が発達している。植生は落葉広葉樹林が主であるが、稜線には針葉樹林もある。ユズリハの群落は大韓民国指定天然記念物第91号に指定されている。
内蔵山は、智異山・月出山などとともに、湖南地方（全羅道など）の5大名山の一つとして知られ、500年以上前から紅葉の名所としても広く知られてきた。紅葉の時期には、一日10万の人波が紅葉を見るために内蔵山を訪れるほか、春には緑の山麓に咲く桜やつつじの美しさ、夏には山の緑、秋は燃えるような紅葉、冬には雪景色の美しさを楽しめる観光名所であり、年間を通して100万以上の観光客が内蔵山を訪れている。
1971年11月17日、内蔵山国立公園に指定された。2002年には国際連合が定めた国際山岳年を記念し、山林庁は100大名山を選定、内蔵山も名を連ねている。

## 由来
内蔵山はもともと、本寺霊隠寺（現在の内蔵寺）の名にちなんで霊隠山と呼ばれたが、山の中に隠されたものが無尽蔵にあるということから、内蔵山と呼ばれるようになった。

## 見所

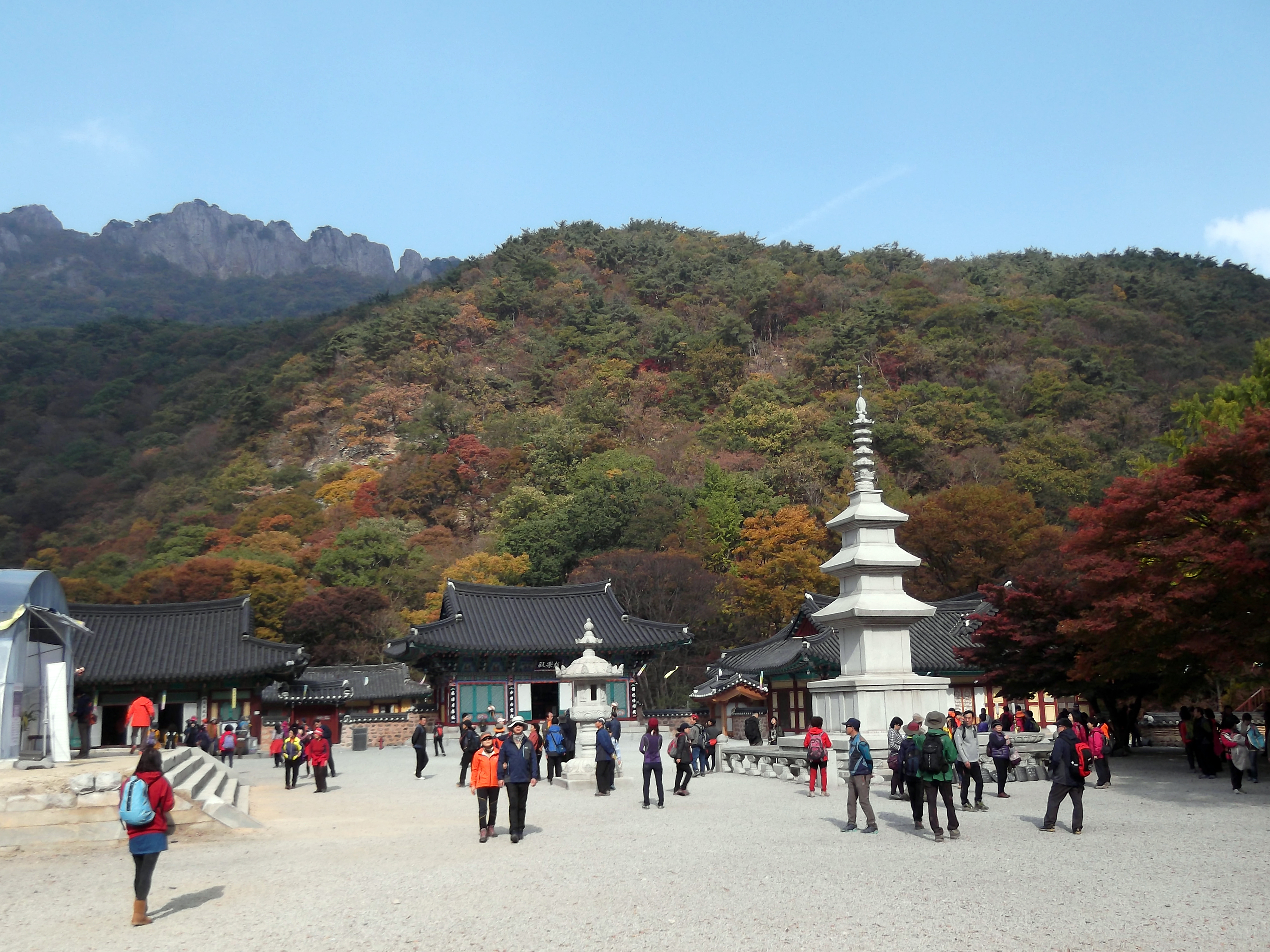
内蔵寺と背後にそびえる内蔵山系

山中には内蔵寺がある。内蔵寺は、百済の武王の代の636年に霊隠祖師が創建した寺で、元は霊隠寺と呼ばれた。歴史上何度も焼失と再建を繰り返しており、現在の内蔵寺は朝鮮戦争で焼失した後、1970年代に再建されたものである。
内蔵山は9つの峰からなっており（内蔵九峰）、その最高峰は神仙峰（シンソンボン、763m）である。また内蔵九峰の北部にある西来峰（ソレボン、636m）は、白い断崖絶壁の峰が約1キロメートルにもわたって連なる特異な景観で、白い崖と紅葉の対比や、頂上からの眺めが見どころになっている。
カチ峰（鵲峰、カチボン、717m）は内蔵山の西の中心部にある峰で、2つの頂上のある形状がカササギが翼を広げている姿と似ていることからカチ峰と呼ばれる。内蔵山と白岩山（白巌山、ペガムサン、741m、白羊寺を抱えていることから白羊山とも）とを接続する主峰であり、内蔵九峰はカチ峰を中心におおむね東に向かって馬蹄型を成すように続いている。
蓮池峰（ヨンジボン）は、望海峰（マンヘボン、679m）の西南に突き出た峰で、標高は670mである。ここに源を発する水は、湖南平野南部を潤す東津江のもととなる。蓮池峰に雲が立ち込めれば雨が来るという話が伝えられている。

## 内蔵山国立公園
1971年11月17日、近くの白羊寺地区とともに国立公園に指定された。総面積81.715平方キロメートルのうち、全北特別自治道に属している部分は47.504平方キロメートル、全羅南道に属する部分が34.211平方キロメートルで、井邑市と淳昌郡、長城郡にまたがっている。